# Vilhelm Güldencrone (stiftamtmand)
 Der er flere personer med dette navn, se Vilhelm Güldencrone.
Vilhelm lensbaron Güldencrone (født 27. august 1701, død 6. juni 1747) var en dansk lensbesidder og stiftamtmand, bror til Matthias Güldencrone.
Han var søn af Christian Güldencrone og blev major ved Livgarden til Fods, deputeret i Søetatens Generalkommissariat, konferensråd 1736 og siden deputeret i Admiralitets- og Kommissariatskollegiet. 1746 arvede han Baroniet Wilhelmsborg, men døde allerede året efter, hvorved baroniet gik til broderen.
Fra 20. februar 1744 til 26. november 1746 var han stiftamtmand over Viborg Stift og amtmand over Hald Amt.
17. juli 1739 ægtede han i København Frederikke Louise komtesse Knuth (14. januar 1720 i København - 21. februar 1793), datter af Adam Christopher Knuth til Knuthenborg. Parret havde tre døtre, men ingen sønner.